# 埃德加·倫古
埃德加·查格瓦·倫古（英語：Edgar Chagwa Lungu；1956年11月11日—2025年6月5日），是一名贊比亞政治家、爱国阵线黨員。在2015年贊比亞總統選舉中，倫古擊敗国家发展统一党的哈凯恩德·希奇莱马、民主與發展論壇的伊迪絲·納瓦奎等10名候選人當選為贊比亞總統。

## 生平
倫古在1981年自赞比亚大学獲得法学士畢業，在盧薩卡一律師事務所擔任律師。
倫古在2021年總統選舉首輪投票被反對派候選人哈凯恩德·希奇莱马擊敗。
2025年6月5日，倫古之女塔西拉·伦古-姆万萨（Tasila Lungu-Mwansa）在社交媒體發佈公告稱，倫古因病在南非逝世，享年68歲。

## 外部連結
- 埃德加·倫古的X（前Twitter）
- 埃德加·倫古的Facebook專頁
- YouTube上的2015年競選影片

| 官衔                      | 官衔                      | 官衔                       |
| ------------------------- | ------------------------- | -------------------------- |
| 前任者： 蓋伊·斯科特 代理 | 贊比亞總統 2015年－2021年 | 繼任者： 哈凯恩德·希奇莱马 |